# Waldemar Roger
Waldemar Roger (* 1875; † 15. Dezember 1958) war ein deutscher Pädagoge, Filmverleiher und Filmproduzent.

## Leben
Lange Zeit seines Lebens war er als Pädagoge in der Quickborn-Bewegung tätig. Um „finanzielle Transaktionen“ privater Natur durchführen zu können, trat er schon in den frühen Zwanzigern mit kleineren Filmproduktionen und Verleihern in Kontakt.
Auf einem Standfoto der Dreharbeiten zu „Nosferatu“ im Oktober 1921 kann man ihn bereits identifizieren. Er taucht später weiterhin auf einem Produktionsfoto zu „Alraune“ in 1927 auf und zeichnet ab 1929 in drei verschiedenen Stumm und Tonfassungen des neu aufgelegten „Nosferatu“ aus 1921 als Künstlerischer Bearbeiter. Zudem war er ab 1929 mit dem Vertrieb der Tonfilmfassung von „Schatten“ aus 1923 beschäftigt und führte diese hauptsächlich in Provinzgebieten vor.
Bereits in den frühen 1930er Jahren verschwindet er aus der professionellen Filmarbeit und arbeitet nur noch an Filmen zum Kreuzbund-Thema als Bearbeiter der 16-mm-Schmalfilmfassungen.
1928 erwirbt die dauernden Nutzungsrechte des Filmes Nosferatu – Eine Symphonie des Grauens vom Produzenten Albin Grau. und montiert daraus die Tonfilmfassungen Nosferatu der Vampyr und Die zwölfte Stunde – Eine Nacht des Grauens. Auch Schnittmaterial des Klassikers, das Murnau nicht verwendete, baute er in den Film ein. Zusätzlich drehte er Szenen neu, z. B. eine Totenmesse mit Hans Behal als Priester.
Waldemar Roger starb 1958 in Süddeutschland an der österreichischen Grenze.

## Filmographie
als Cutter
- Magister Mundus (1925)
- Nosferatu the Vampire (1928) USA-Export
- Nosferatu der Vampyr (1929) Stummfassung
- Die zwölfte Stunde (1929)
- Rache für Eddy (1929)
- Panzerkreuzer Potemkin (1924/29-Tonfassung)
- Schatten – Die Nacht der Erkenntnis (1929)
- In höchster Gefahr (1930)
- Bill… Augen auf (1930)
- Nosferatu der Vampyr (1931) Synchr. Fassung
- Was gibts neues Heut (1933)
- Eine wie Du (1933)
- Aus Liebe getan – Mit Liebe voran (1936)
- Weltkampf gegen Weltnot (1937)
- Werden und Wirken einer Rotkreuz-Schwester (1937)
- Das Kur- und Heilbad Bilin (1940)

als Produzent
- Nosferatu the Vampire (1928) USA-Export
- Nosferatu der Vampyr (1929) Stummfassung
- Panzerkreuzer Potemkin (1924/29-Tonfassung)
- Schatten – Die Nacht der Erkenntnis (1929)
- Die zwölfte Stunde (1929)
- Nosferatu der Vampyr (1931) Synchr. Fassung

als Drehbuchautor
- Nosferatu the Vampire (1928) USA-Export
- Nosferatu der Vampyr (1929) Stummfassung
- Panzerkreuzer Potemkin (1924/29-Tonfassung)
- Schatten – Die Nacht der Erkenntnis (1929)
- Die zwölfte Stunde (1929)
- Nosferatu der Vampyr (1931) Synchr. Fassung
- Werden und Wirken einer Rotkreuz-Schwester (1937)
- Das Kur- und Heilbad Bilin (1940)